# Görögország
Görögország (görögül Ελλάδα (Elláda) IPA: [elˈaða] vagy Ἑλλάς (Ellász) IPA: [elˈas]; ógörögösen Ἑλλάς (Hellasz), IPA: [helˈlás]), hivatalos nevén Görög Köztársaság (görögül Ελληνική Δημοκρατία (Elinikí Dimokratía) IPA: [elinikˈi ðimokratˈi.a]) állam Európa délkeleti részén, a Balkán-félsziget déli részén. Északon Albániával, Észak-Macedóniával és Bulgáriával, keleten pedig Törökországgal határos. A kontinentális Görögország keleti és déli partjait az Égei-tenger, míg nyugati partjait a Jón-tenger mossa. Mindkettő a Földközi-tenger keleti medencéjének része, mely sok szigetnek ad helyet.
Görögország Európa, Ázsia és Afrika találkozásánál fekszik. Itt megtalálhatóak mind az ókori Görögország, a Római Birodalom, a Bizánci Birodalom, valamint a török uralom négy évszázadának emlékei. Görögország a nyugati civilizáció bölcsője; a demokrácia, a nyugati filozófia, az olimpiai játékok, a nyugati irodalom, a történettudomány, a politikatudomány, a nagyobb tudományok és a matematika alapjainak és a nyugati dráma szülőhelye. Utóbbinak mind a tragédia, mind a komédia ága itt kezdett kifejlődni.
Egyedülálló kulturális örökséggel, nagy turisztikai iparral rendelkezik. Az ország gazdag történelmi hagyatékát részben tükrözi a 19 UNESCO világörökségi helyszín. 2022-ben a kilencedik leglátogatottabb ország volt a világon.
2011-ben az ország a csőd szélére került, az EU-tárgyalások megszorításokkal jártak. Hosszú recesszió vagy stagnálás után 2017-től a gazdaság fellendülést mutatott, munkanélküliségi rátája a 2020-as évek elején viszont még mindig a második legmagasabb az EU-ban (Spanyolország után).
Görögország fejlett ország, amely 1952 óta tagja a NATO-nak, 1961 óta a OECD-nek, 1981 óta az Európai Uniónak, 1995-től a szervezet megszűnéséig a Nyugat-európai Uniónak, 2001 óta az Európai Gazdasági és Monetáris Uniónak, 2005 óta pedig az Európai Űrügynökségnek.

## Fekvése, határai
Északról Bulgária, Észak-Macedónia és Albánia határolja, keletről Törökország és az Égei-tenger, nyugatról és délről pedig a Jón-tenger és a Földközi-tenger. Legnyugatibb pontja: Korfu (Κέρκυρα: Kérkira / Kerkyra,) legdélebbi Kréta (Κρήτη: Kríti / Crete), legkeletibb Kasztelórizo szigete (Καστελλόριζο). Erősen tagolt partvonal jellemzi, partvidéke 15 000 km hosszú. Dél felé a part egyre inkább csipkéződik, a szárazföld parthossza 4000 km. Csak 107 000 km² az összefüggő szárazföld, 25 000 km² sziget.

## Földrajz

### Tengerei
- Jón-tenger: a Földközi-tenger legmélyebb medencéje. Szigetei a Dinári-hegység külső övezetének tengerbe süllyedt hegyláncai.
- Égei-tenger: a Földközi-tenger sekély beltengere, medencéje a jégkorszakban süllyedt le, csak dél felé nyitott. Sótartalma max. 39‰. Nagyrészt itt csoportosulnak a szigetek.
- Krétai-tenger
- Földközi-tenger

### Szigetei
Szigetvilága: 1300 szigete van, ebből 170 lakott.
- Jón-tenger
  -     - Jón-szigetek: Korfu, Paxos, Lefkáda, Ithaka, Kefaloniá, Zákinthosz, Kíthira
- Égei-tenger
  -     - Szporádok : Alóniszosz, Szkiáthosz, Szkópelosz, Szkírosz
    - Északkelet-égei szigetek (part menti szigetek): Évia, Szalamína, Thászosz, Szamothráki, Límnosz, Lézvosz , Khíosz, Számosz
    - Szaróni-szigetek: Éjina, Ídra, Pórosz, Szpécesz
    - Kükládok: Míkonosz, Délosz, Párosz, Szantorini , Szífnosz
    - Dodekanéz szigetek: Ródosz, Kosz, Pátmosz , Asztipálea, Kálimnosz, Kárpathosz, Kászosz, Lérosz, Níszirosz, Szími, Tílosz, Kasztelórizo
- Kréta

### Domborzat
- Szárazföldi részei: a Balkán-félsziget és a Peloponnészoszi-félsziget. Peloponnészoszt 6 km széles és 79 m magas földszoros választja el a szárazföldtől. A Korinthoszi-csatorna tette önálló szigetté.
- Hegyláncai: Kb. 2/3 részt 1500–2000 m magas, kopár, karsztos hegyek borítják Görögországot. Négy, alapvetően más felépítésű láncból áll:
  - Píndosz: a Balkán közepén, a legnagyobb tömegű görög hegység, a Dinári-hegységhez csatlakozik, leggyakoribb kövezete a krétakori mészkő,
  - Makedón-masszívum – a keleti oldalon fekszik, legmagasabb pontja az Olümposz (Olympos) 2917 m. Hozzá tartozik az Attika félsziget. 2000 m–nél magasabb hegyei: a Píndosz, a Parnasszosz, a Peloponnészosz és a Tajgetosz.
- Medencéi: feltöltődéssel keletkezett termékeny síkságok a hegyek között. Legnagyobbak a Thrákiai-medence, a Thesszáliai-medence, az Epiruszi-medence és a Szaloniki-medence.
- Görögországban sok a földrengés: Théra (Szantorini) szigete vulkánosság nyomán alakult ki. Másutt jellegzetesek az ásványvízfeltörések, gőz- és gázszivárgások. Az ország területén a mészkőhegyek miatt sok a barlang, számuk kb. 7500-ra tehető.

### Vízrajz
- Folyói: Az országnak nincsenek nagy folyói, a legtöbb már rövid szakasz után mély szakadékokon át a tengerbe torkollik. Nyáron sok folyómeder kiszárad, nem hajózhatók. Fő folyója a Pineiósz, nagyobbak még az Évrosz (Hebrosz), a Sztrimónasz (Sztrümón), az Axiósz és az Aliákmonasz (Haliakmón).
- Tavai: Legnagyobbak a Prészpa-tó, a Trihonisz-tó, a Vólvi-tó, a Vegoritida-tó és a Korónia-tó.

### Éghajlat
A partvidék és a szigetek éghajlata mediterrán. A zárt medencékben szárazföldi jellegűvé válik a klíma. Az országban tavasztól kora őszig rendkívül tiszta a levegő és száraz. A csapadék mennyisége általánosságban véve nyugatról kelet felé egyre csökken. 

### Növény- és állatvilág

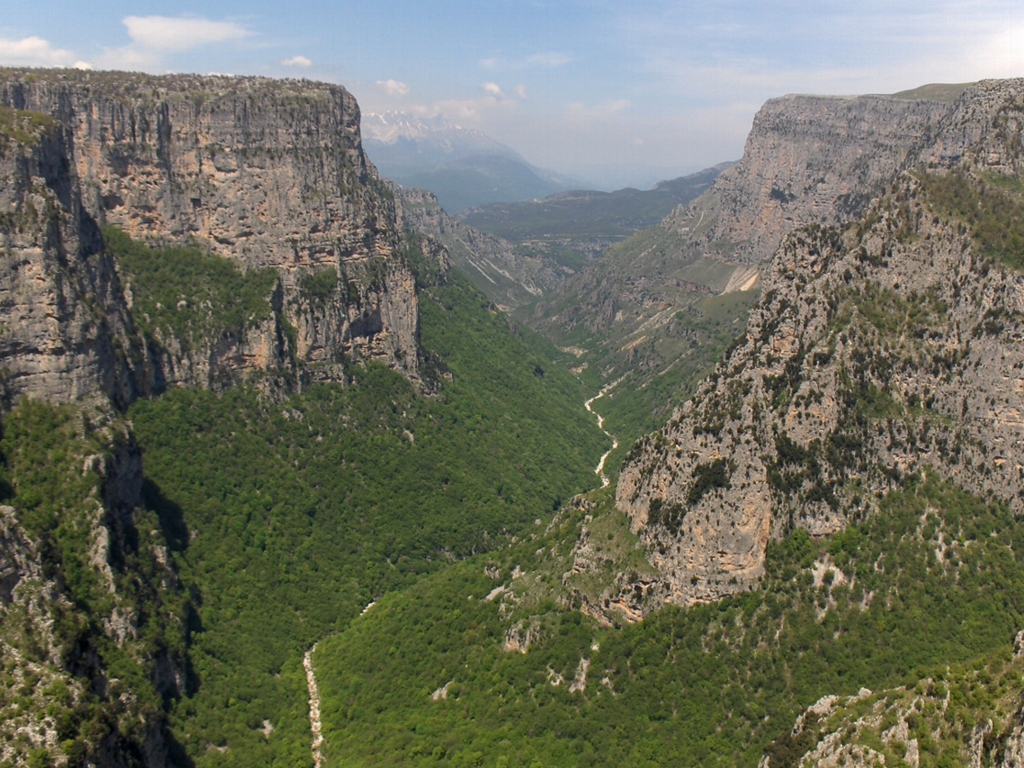
A Víkosz-szurdok a Víkosz–Aóosz Nemzeti Parkban

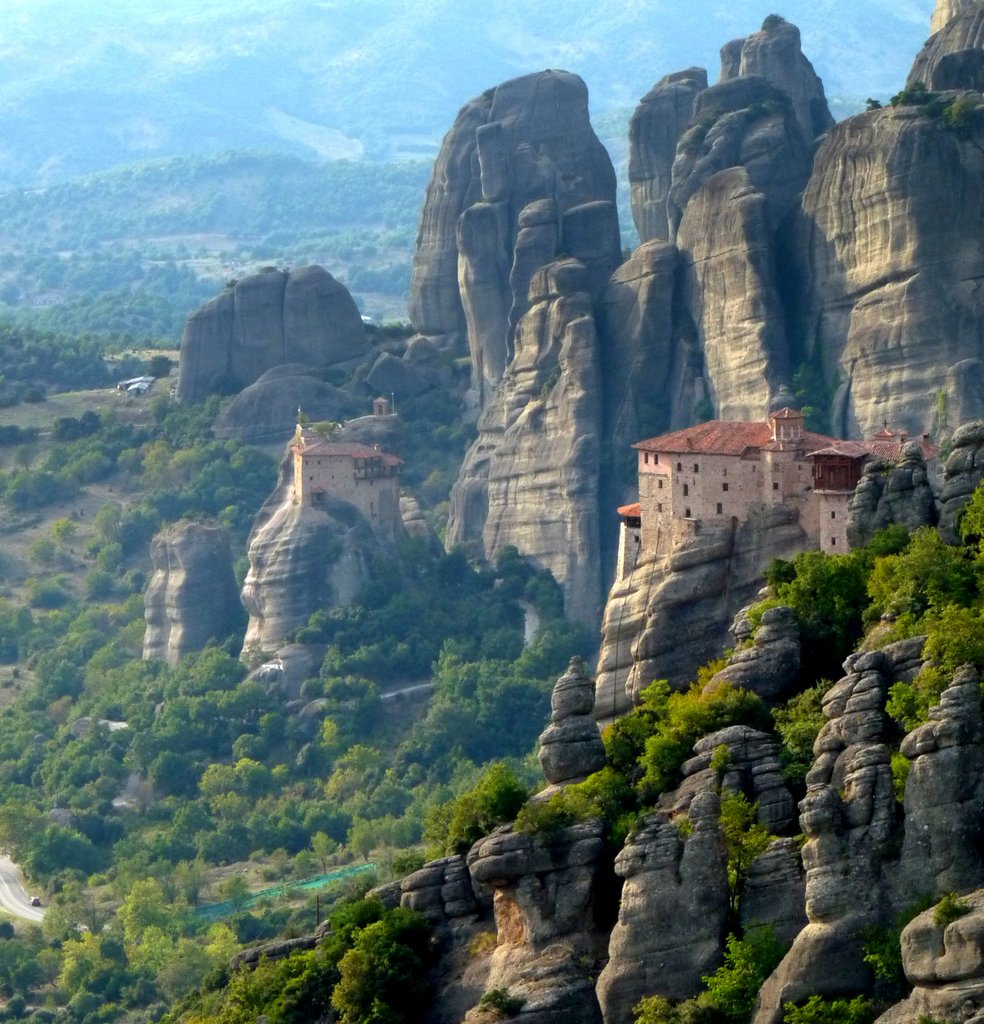
A meteorák egy része

Az ország területére jellemző keménylombú erdőket már az ókorban elkezdték kiirtani. Ma területének kevesebb mint egyharmadát (30-32%) borítja erdő. Az erdők helyét részben olajfaültetvények, részben cserjések foglalják el. Az újbóli erdősítést a nyáron gyakori, öngyulladás okozta tüzek és a legeltetés akadályozzák. A tengerparti területeken jellemzők a mandulafenyő és az aleppóifenyő alkotta erdők. A belső területek maradványerdőinek állományalkotó fái a tölgyek (pl. magyaltölgy). A folyóvölgyeket platánligetek kísérik. A hegyvidékeken 2000 m tszfm.-ig a feketefenyő, a görög jegenyefenyő és a Borisz-jegenyefenyő alkot erdőket. Az erdőhatár felett havasi gyepek találhatók. 
Faunája jellegzetesen európai, tipikus dél-európai fajokkal: keleti sün, római vakond, mezei nyúl, erdei pele stb. A ragadozók közül él itt farkas, aranysakál, barnamedve, és jellegzetes a mediterrán tigrisgörény. 

### Környezetvédelem

#### Természeti világörökség
Az UNESCO világörökség listájára természeti értékei miatt is felvett tájak:
- Athosz-hegy - kolostorok csodálatos természeti környezetben
- Meteorák - kolostorok olyan sziklákon, amelyek magukban is roppant különlegesek

## Történelem
A Balkán-félsziget déli részén fekvő Görögország kellemes éghajlatú területén már a bronzkortól egész Európa fejlődését meghatározó kultúrák alakultak ki. A virágzó hellén Birodalmat az egyre erősödő Róma hódította meg i. e. 146-ban. A Római Birodalom kettéválása után a 15. századig a Bizánci Császárság része volt, a Balkánon előrenyomuló török hódítás áldozatául esett, és az Oszmán Birodalom uralma alá került. A négy évszázados elnyomás után a görög szabadságharcban kilenc év alatt (1821–1830) sikerült elérni az ország függetlenségét. A londoni szerződés 1830. február 8-án ismerte el a Görög Királyság szuverenitását. Az ország 1924 és 1935 között köztársaság volt, 1936-tól pedig katonai diktatúra volt, amelyet 1941-ben a német megszállás követett. A felszabadult országban 1944-ben visszaállították a monarchiát, majd 1946 és 1949 között polgárháború dúlt. A hadsereg jobboldali elemei 1967-ben puccsal átvették a hatalmat, a király (II. Konstantin) külföldre menekült. Az országot köztársasággá nyilvánították, és 1973-ban népszavazás által a királyt megfosztották trónjától. Az ún. ezredesek rendszere 1974-ben bukott meg a ciprusi válság miatt, ekkor újabb népszavazáson a lakosság többsége a köztársaság fenntartása mellett döntött.
1981-ben elsősorban az ország politikai stabilitásának erősítése végett vették fel az Európai Unióba. A többi uniós tagállamtól eltérően az ország jelölésére nem a szabvány szerinti „GR” kódot használják, hanem a saját megnevezésük szerinti „EL”-t (Ελλάδα).
2011-ben az ország a csőd szélére került, az EU-tárgyalások megszorításokkal jártak. A 2012. június 18-án tartott előrehozott választásokon az Új Demokrácia párt nyert, így egyelőre folytatódtak a tárgyalások és volt rá remény, hogy az ország megmenekülhet a krachtól.
A 2015. január 25-én tartott előrehozott választásokon a Radikális Baloldal Koalíciója (más néven Sziriza) nyert megszerezve a szavazatok kb. 39,5%-át, így a párt ígéretéhez híven akár újratárgyalhatják a görög államadósságot.

## Államszervezet és közigazgatás

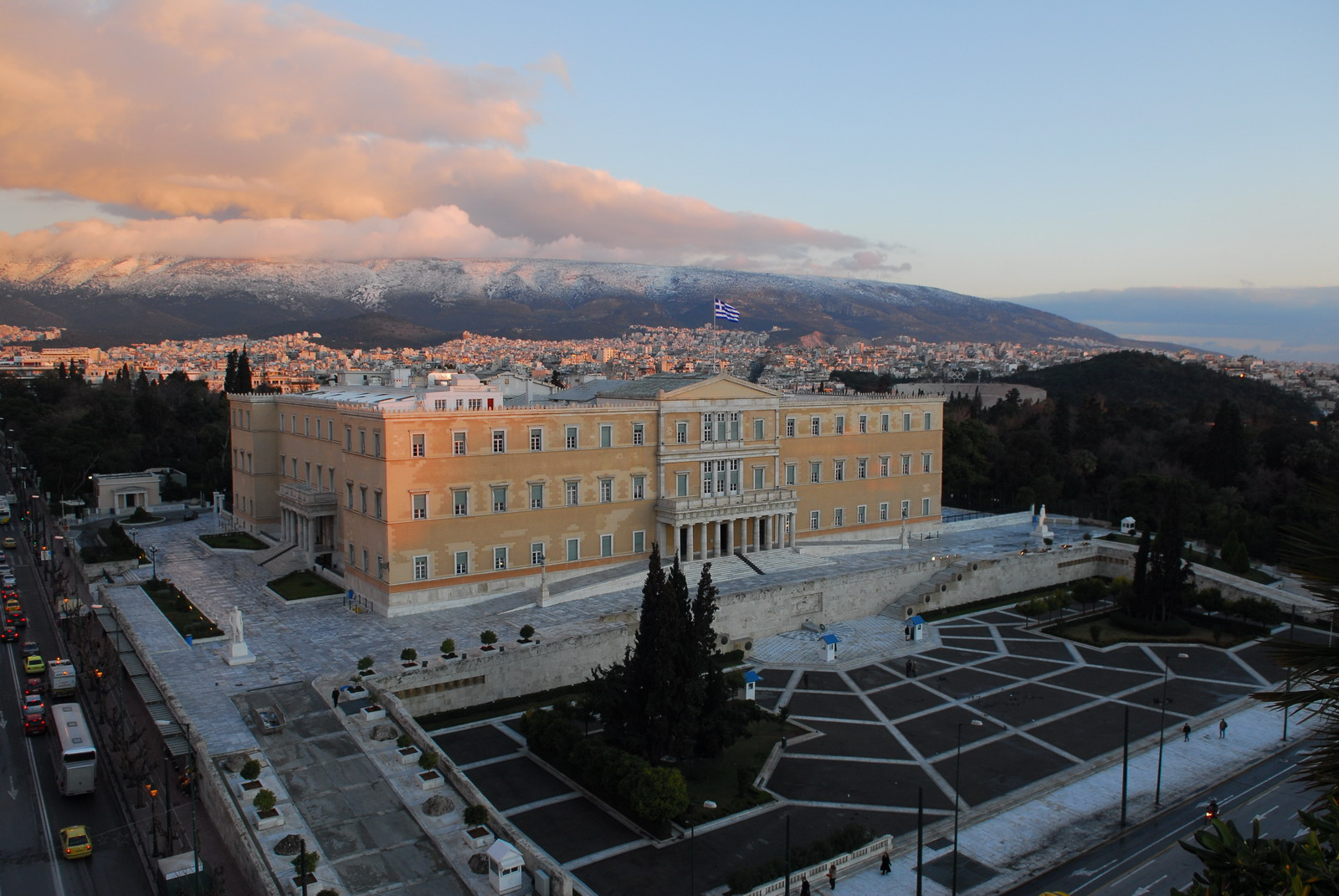
A parlament épülete az athéni Alkotmány (Szintagma) téren

### Alkotmány, államforma
Parlamentáris köztársaság az 1975-ben írt, majd 1986-ban módosított alkotmány szerint. Az államfő, a köztársasági elnök a fegyveres erők parancsnoka, a miniszterelnök és a miniszterek kinevezője.

### Közigazgatási beosztás
Az országot 13 régióra (περιφέρεια [periféria]) és egy autonóm államra (αυτόνομη πολιτεία [aftónomi politía]) osztották (zárójelben a székhely szerepel):

Görögország régiói

- Athosz-hegyi Köztársaság autonóm szerzetesi köztársaság (Kariész)
- Attika (Athén)
- Dél-Égei-szigetek (Ermúpoli)
- Epirusz (Joánina)
- Észak-Égei-szigetek (Mitilíni)
- Jón-szigetek (Korfu)
- Kelet-Makedónia és Thrákia (Komotiní)
- Közép-Görögország (Lamía)
- Közép-Makedónia (Szaloniki)
- Kréta (Heraklion)
- Nyugat-Görögország (Pátra)
- Nyugat-Makedónia (Kozáni)
- Peloponnészosz (Trípoli)
- Thesszália (Lárisza)

A régió alatti közigazgatási egység Görögországban a regionális egység. Az ország 74 regionális egységre oszlik.

### Politikai pártok
Görögország hagyományosan jelentős pártjai a diktatúra 1974-es összeomlása után jöttek létre vagy alakultak újjá. A kormányzásban 2011-ig a két nagy párt, az Új Demokrácia és a PASZOK váltotta egymást. 2011-től nagykoalícióban kormányoztak, de a megszorítások miatt megerősödtek a kisebb, részben radikális pártok, így a 2012. május 6-i előrehozott választások után sem nekik, sem más pártnak nem sikerült kormányt alakítania. Ugyanez év júniusában újabb választást tartottak, melyek után szintén ők, a jobboldali Új Demokrácia és a baloldali PASZOK, valamint a szintén baloldali Demokratikus Baloldal alakítottak kormányt. A magas államadósság miatt azonban újabb és újabb megszorításokat voltak kénytelenek bevezetni, amelyek a lakosságban egyre nagyobb ellenállást váltottak ki. Ezért omlott össze 2014 végén a kormány, és írtak ki 2015. január 25-re ismét előrehozott választásokat. Ekkor az alternatív baloldali Sziriza ért el történelmi győzelmet, parlamenti többséget éppen hogy nem szerezve, ezért kénytelenek voltak koalíciót kötni az alternatív jobboldali Független Görögök nevű párttal. A 21. századi Európában ekkor történt meg először, hogy kizárólag alternatív, reformista pártok tudtak egy országban kormányt alakítani. Alexis Ciprasz miniszterelnök azonban fél év alatt hiába próbált, nem tudott kiegyezni Görögország hitelezőivel, így júliusban kénytelenek voltak elfogadni a 3. mentőcsomagot. Varufakisz pénzügyminiszter ekkor lépett ki a kormányból, hogy néhány héttel később a mentőcsomagot elítélőkkel bejelentsék, lehet, hogy távoznak a kormánypártból. Alexisz Ciprasz miniszterelnök ezért 2015. augusztus 20-án lemondott tisztségéről. 2019 júniusától Kiriákosz Micotákisz lett a miniszterelnök.
| Név                                                                | Ideológia                      | Alapítás    | Választási eredmény (2012. június 17.) | Mandátumok száma | Kormányzati pozíció |
| ------------------------------------------------------------------ | ------------------------------ | ----------- | -------------------------------------- | ---------------- | ------------------- |
| Új Demokrácia [Nea Dimokratia] (ND)                                | konzervatív liberális néppárt  | 1974        | 29,7%                                  | 129              | Kormánypárt         |
| Sziriza [Szinaszpizmósz Rizoszpasztikísz Ariszterász]              | szélsőbaloldali párt           | 2004        | 26,9%                                  | 71               | Ellenzék            |
| Pánhellén Szocialista Mozgalom (PASZOK)                            | baloldali párt                 | 1974        | 12,3%                                  | 33               | Kormánypárt         |
| Független Görögök [Anexartiti Ellinesz]                            | jobboldali párt                | 2012        | 7,5%                                   | 20               | Ellenzék            |
| Arany Hajnal [Hriszi Avgi]                                         | szélsőjobboldali, neonáci párt | 1993        | 6,9%                                   | 18               | Ellenzék            |
| Demokratikus Baloldal [Dimokratiki Arisztera] (DIMAR)              | baloldali párt                 | 2010        | 6,3%                                   | 17               | Kormánypárt         |
| Görögország Kommunista Pártja [Kommunisztiko Komma Elladasz] (KKE) | kommunista párt                | 1974 (1918) | 4,3%                                   | 12               | Ellenzék            |

### Védelmi rendszer
Katonai költségvetés: 7,081 milliárd  USD, a GDP 3,1%-a 2005-ben. Teljes személyi állomány: 177 600 fő, ebből 98 321 fő sorozott, (5520 nő) (2005-ben 109 000 fő). Szolgálati idő: 12-16 hónap.

## Népesség

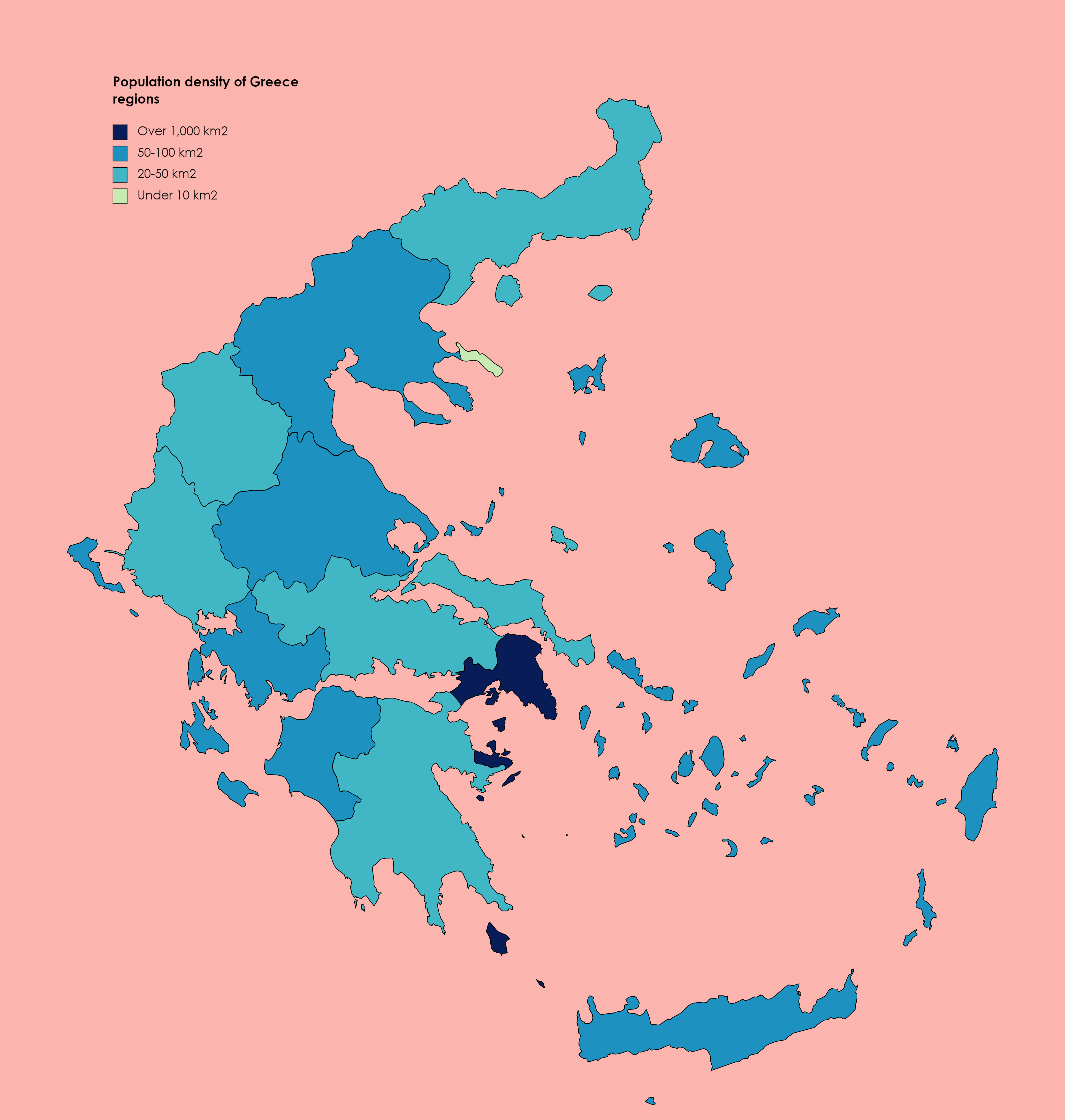
Görögország népsűrűsége 2011-ben

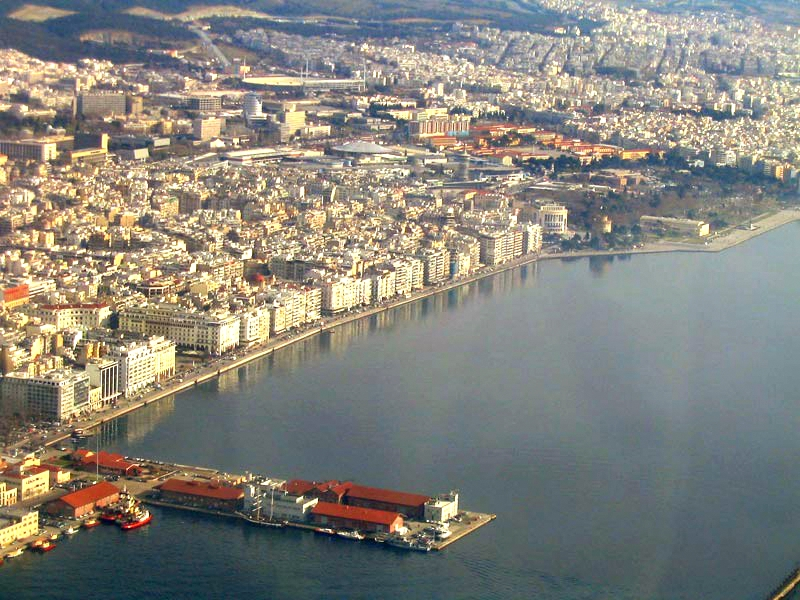
Szaloniki, Észak-Görögország központja

A 2000-es évek elején a népesség elérte a 11 milliót, de 2010 óta, a görög gazdasági válság nyomán a népesség csökkenésnek indult, a születések száma meredeken zuhant, és több százezer görög, túlnyomórészt fiatal felnőtt külföldre távozott.

### Népességének változása
| Lakosok száma | 753 400 | 7 632 801 | 8 684 088 | 9 046 541 | 9 846 627 | 10 196 792 | 10 720 509 | 11 020 362 | 10 892 413 | 10 566 531 |
|               | 1828    | 1951      | 1967      | 1975      | 1983      | 1990       | 1998       | 2006       | 2014       | 2022       |

### Legnépesebb települések
Az ország fővárosa Athén, nagyobb városai közé tartozik Szaloniki, Pátra, Iráklio, Vólosz, Joánina, Lárisza és Kavála.

### Etnikai, nyelvi megoszlás

Görögország nyelvi kisebbségei

A görög indoeurópai nép már az i. e. 2. évezredben is lakta ezt a földet. A mai lakosság nagy részét is ők alkotják. Az ország többi lakója nemzeti kisebbség, a thrákiai görög muzulmánokon kívül azonban az állam nem ismer el más etnikai kisebbséget a területén.
Nemzetiségek: görög 95-98% egyéb 2%: macedón, török, bolgár, albán. A külföldiek aránya az országban 4%. A legújabb adatok szerint a görög többség aránya már csak 93%. Ázsiai eredetű etnikai kisebbségek 4,5%-nyian vannak. Ebből 1,5% török nemzetiségű a szomszédos Törökországból. A török lakosság kitelepítéséig arányuk jóval magasabb volt, számottevő népcsoportnak számítottak. Mint szinte mindegyik európai országban, itt is élnek cigányok, erősen alábecsült arányuk 1,5‰. Az arab és perzsa bevándorlók aránya is 1,5%. Európai kisebbségek: a macedónok és a vlachok egyaránt 1-1%-os aránnyal. A vlachok – más néven arománoknak – kizárólag a Balkánon elterjedt kisebbségi népcsoport, nyelvük a román nyelvvel rokon. Ezenkívül albánok és kisebb népcsoportok élnek még itt 0,5%-os arányban.
Az újgörög nyelv az indoeurópai nyelvcsalád tagja, a 15. század óta használják, elődje az ógörög nyelv.

### Vallás
A lakosság 98%-a görög ortodox  (→ görögországi ortodox egyház)
A török megszállás után a görögök egy része áttért az iszlámra, de arányuk jelentősen csökkent a görög szabadságharc és az első világháborút követő lakosságcsere eredményeként. Hivatalos vallási kisebbségek a török nyelvű muszlimok és a muszlim bolgárok (pomákok).
Sokáig kötelező volt a vallásoktatás az állami iskolákban, ám 2008-ban eltörölték.

## Gazdasági élete

Görögország (kék) GDP-jének változása 1961–2010 között, összehasonlítva az eurózónáéval (piros)

Görögország (kék) és az eurózóna (zöld) adósságállományának változása 1999–2016 között

A görög piacgazdaság fejlett. A GDP több mint kétharmadát a szolgáltatások adják. A gazdaság legjelentősebb ágai a turizmus, a hajógyártás, az élelmiszer-feldolgozás és a dohányipar. A dolgozók csaknem ötöde bevándorló; ők főként a mezőgazdaságban és az építkezéseken dolgoznak. Az ország a bruttó hazai termék 3 %-ának megfelelő támogatást kap az Európai Uniótól.
Költségvetési hiánya 2001 és 2006 között meghaladta az EU által megszabott maastrichti kritériumokat. 2007–08-ra végül sikerült teljesíteni ezeket, de 2009-ben a 12,7 %-os deficit jóval túllépte a megengedett 3 %-ot. Az államadósság, az infláció és a munkanélküliség is több az euróövezet átlagánál.
2003 és 2007 között a görög gazdaság évi 4 %-kal nőtt, részben a 2004. évi nyári olimpiai játékok infrastrukturális fejlesztései és a rekord fogyasztás miatt. 2009-ben az ország a gazdasági világválság és a 2009. októberi választás előtti túlköltekezés miatt adósságválságba került. A gazdaság 2011-re az 1993 óta legsúlyosabb recesszióba zuhant, a működést hitelező európai bankrendszer és az euró összeomlásával fenyegetett. A kormány az euróövezeti tagság megtartása érdekében súlyos megszorításokra kényszerült.
| Év   | GDP (bil. euro) | GDP per fő (euro) | GDP növekedés (real) | Infláció | Munkanélküliség | Államadósság (GDP %-ban) |
| ---- | --------------- | ----------------- | -------------------- | -------- | --------------- | ------------------------ |
| 2005 | 229.8           | 20,946            | 0.6%                 | 3.5%     | 10.0%           | 107.4%                   |
| 2006 | 242.8           | 22,061            | 5.7%                 | 3.3%     | 9.0%            | 103.6%                   |
| 2007 | 250.7           | 22,718            | 3.3%                 | 3.0%     | 8.4%            | 103.1%                   |
| 2008 | 249.9           | 22,591            | −0.3%                | 4.2%     | 7.8%            | 109.4%                   |
| 2009 | 239.1           | 21,554            | −4.3%                | 1.3%     | 9.6%            | 126.7%                   |
| 2010 | 226.0           | 20,328            | −5.5 %               | 4.7 %    | 12.7 %          | 146.3 %                  |
| 2011 | 205.4           | 18,465            | −9.1 %               | 3.1 %    | 17.9 %          | 172.1 %                  |
| 2012 | 190.4           | 17,173            | −7.3 %               | 1.0 %    | 24.4 %          | 159.6 %                  |
| 2013 | 184.2           | 16,742            | −3.2 %               | −0.8 %   | 27.5 %          | 177.4 %                  |
| 2014 | 185.6           | 16,985            | 0.7 %                | −1.4 %   | 26.5 %          | 178.9 %                  |
| 2015 | 185.0           | 17,042            | −0.3 %               | −1.0 %   | 24.9 %          | 175.9 %                  |
| 2016 | 184.6           | 17,118            | −0.2 %               | 0.0 %    | 23.6 %          | 178.5 %                  |
| 2017 | 187.1           | 17,374            | 1.4 %                | 1.1 %    | 21.5 %          | 176.2 %                  |
| 2018 | 190.9           | 17,797            | 2.0 %                | 0.7 %    | 19.8 %          | 181.1 %                  |

### Mezőgazdaság
A szektor igen magas arányban részesedik a nemzeti termékből. A síkságok jelentős részát öntözik. Termékeny vidékei a Makedóniai-síkság, Thesszáliai-síkság, Boiótiai-síkság, Argoliszi-síkság. Mezőgazdaságának vezető ága a növénytermesztés, legfőbb terményei a szőlő, illetve a mazsola, az olivabogyó, a citrusfélék, a zöldség és a gyümölcs. Jelentős a görög borászat.
Fő tenyészállatai a juh és a kecske.

### Ipar

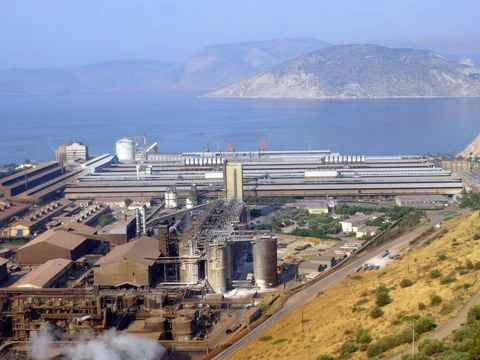
Alumíniumgyár Boiótia régióban

Ásványkincsei: bauxit, vas, nikkel, réz, króm, barnakőszén, lignit, tőzeg, magnezit.
A görög ipar gerince továbbra is az élelmiszer- és a könnyűipar. Az építőipar gyorsan bővül. Jelentős a fémipar, kiemelkedő a hajóépítés.

### Kereskedelem
Míg a 20. század első felében az ország bevételének fő forrását a mezőgazdasági termények exportja, a halászat és a külföldön élő görögök hazautalásai jelentették, a második világháború utáni fejlődést főként a turizmusra alapozták. A tercier szektor súlya kiemelkedő.
Állandó külkereskedelmi deficittel küzd, melyet a turizmusból származó bevételek ellensúlyoznak. A nemzetközi bérfuvarozásból szintén jelentős bevételei származnak.
- Kivitelének fő termékei: zöldség és gyümölcsfélék (narancs, szőlő, citrom, paradicsom, füge), valamint jelentős a textilipari és vegyipari termékek exportja is.
- A behozatal fő termékei: gépek, közlekedési eszközök, vegyipari termékek, valamint a kőolaj és kőolajtermékek. Az Európai Unió tagjaként külkereskedelmének jelentős részét a tagállamokkal bonyolítja.

Legfontosabb partnerei 2017-ben :
- Export: Olaszország 10,6%, Németország 7,1%, Törökország 6,8%, Ciprus 6,5%, Bulgária 4,9%, Libanon 4,3%
- Import: Németország 10,4%, Olaszország 8,2%, Oroszország 6,8%, Irak 6,3%, Dél-Korea 6,1%, Kína 5,4%, Hollandia 5,3%, Franciaország 4,3%

### Turizmus
Az idegenforgalom a szolgáltatásokból származó bevételek mintegy 20%-át teszik ki. Évente körülbelül 12 millió turista látogat el ide (2010 körül), főként európai országokból (Nagy-Britanniából és Németországból). A magyar turistáknak is az egyik legkedveltebb külföldi üdülőhelye Görögország. A tengerpart, a mediterrán klíma és a csodálatos szigetvilág mellett az ókori Hellas emlékei vonzzák a legtöbb külföldi látogatót.

## Közlekedés

### Közút
- Közutak hossza: 117 000 km
- aszfaltozott: 107 406 km (2006)

### Légi közlekedés
A repülőterek száma: 66. Fontosabb nemzetközi forgalmú repterek:
- Athén
- Haniá nemzetközi repülőtér
- Korfui nemzetközi repülőtér
- Heraklion nemzetközi repülőtér
- Kosz nemzetközi repülőtér
- Rodosz-Diagórasz nemzetközi repülőtér
- Thessaloniki repülőtér

### Vízi közlekedés
Fő kikötők:
- Pireusz (GRPIR) (az ország legnagyobb kikötője),
- Lavrion (GRLAV) (Athén mellett)
- Pátra (GRGPA)
- Thesszaloniki (GRSKG)
- Volosz (GRVOL)

## Telekommunikáció
| Hívójel prefix | SV-SZ, J4 |
| ITU zóna       | 28        |
| CQ zóna        | 20        |

## Kultúra
A későbbi évezredek egész európai gondolkodásának, művészetének egyik legfontosabb, meghatározó alapja lett az ókori görögség kultúrája. Hatása akkora, mint a Bibliáé. A középkorban ugyan háttérbe szorult, de a reneszánszban újra a görög kultúra felé fordultak. Világszemléletük legnagyobb újdonsága „az ember felfedezése”: az a felismerés, hogy minden élőlény között leghatalmasabb az Epidaurosz: ő lett minden dolog legfőbb mércéje és végső célja.
A korai görög kultúra kötődik ugyan a régebbi keleti népek műveltségéhez, mitológiai képzeteihez, de az átvett elemekből sajátos, a keletitől elütő világképet, világszemléletet alakítottak ki.
A görög ember szabadelvű volt, a boldogságot, az örömöt kereste, sokszor teljes erkölcstelenségben élt, a gazdagok állandóan ünnepeket rendeztek. A személyes dolgok nem érdekelték őket. A filozófusaik nem azt kérdezték, hogy miért vagyok, hanem az érdekelte őket, hogy hogyan keletkezett a világ és hogyan lehetnének boldogok. A testkultúra is nagyon meghatározó volt az életükben. A küzdő szellem, küzdési vágy is jellemezte őket. Versenyeket rendeztek mind a sportban, mind az irodalomban. „Azt látjuk az ókorból, amit a kései görögök megőrzésre méltónak találtak.” A forrásoknak csupán 20%-a maradt fenn. Mindaz, amit nem másoltak, elveszett. Érdekes adalék, hogy fejlett tudományos eredményeiket Európa sötét évszázadai alatt az arabok őrizték meg az újkor számára.

### Kulturális világörökség

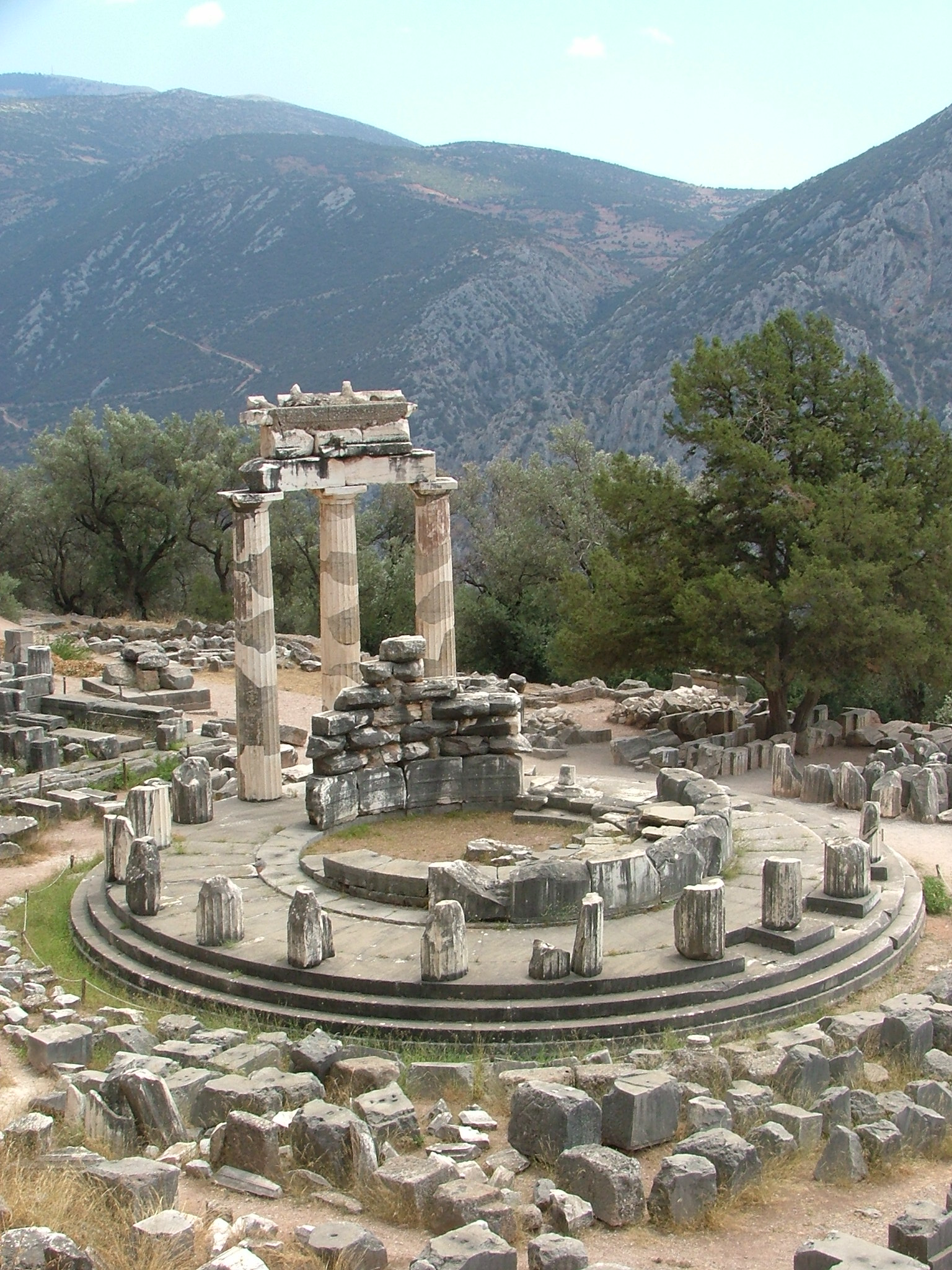
Tholosz templomának romja Delphoiban

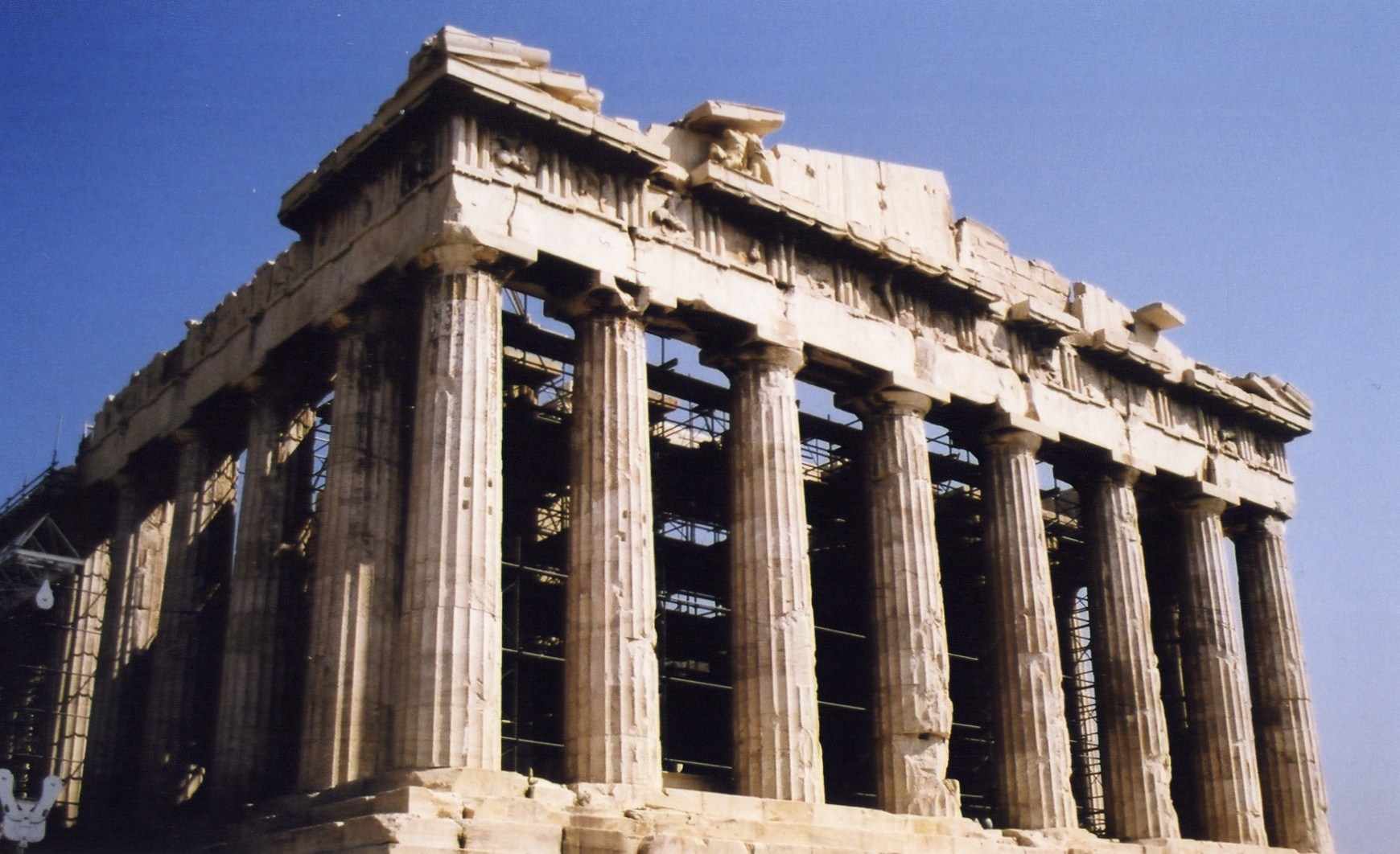
A Parthenón nyugati oldala

Görögország mai területén virágzott az ókori görög kultúra. A kereszténység kétezer éve is rányomta bélyegét az országra. Így itt nem az a kérdés, hogy mi kerüljön fel az UNESCO kulturális világörökséget számontartó listájára, hanem az, hol húzzák meg a határt, hogy ez a lista ne váljon parttalanná.
- Apollón Epikuriosz temploma
- Delphoi romvárosa, Apolló-szentélye
- Akropolisz Athénban
- Athosz-hegy - szerzetesi köztársaság
- Meteorák - kolostorok megközelíthetetlen sziklákon
- Szaloniki ókeresztény és bizánci műemlékei
- Epidaurosz régészeti feltárásai
- Rodosz középkori városa
- Olümpia régészeti feltárásai - ide nyúlik vissza az olimpiai játékok hagyománya
- Misztra
- Délosz szigete
- A Daphni- és a Hosziosz Lukasz-kolostor, valamint a Nea Moni-kolostor Híosz szigetén
- A Püthagoreion és a szamoszi Héraion - Szamosz
- Aigai régészeti feltárása Verginában
- Mükéné és Tirünsz régészeti feltárása
- Pátmosz történelmi óvárosa a „Teológus” Szent János kolostorral és az Apokalipszis barlanggal
- Korfu óvárosa Korfu szigeten

## Sport

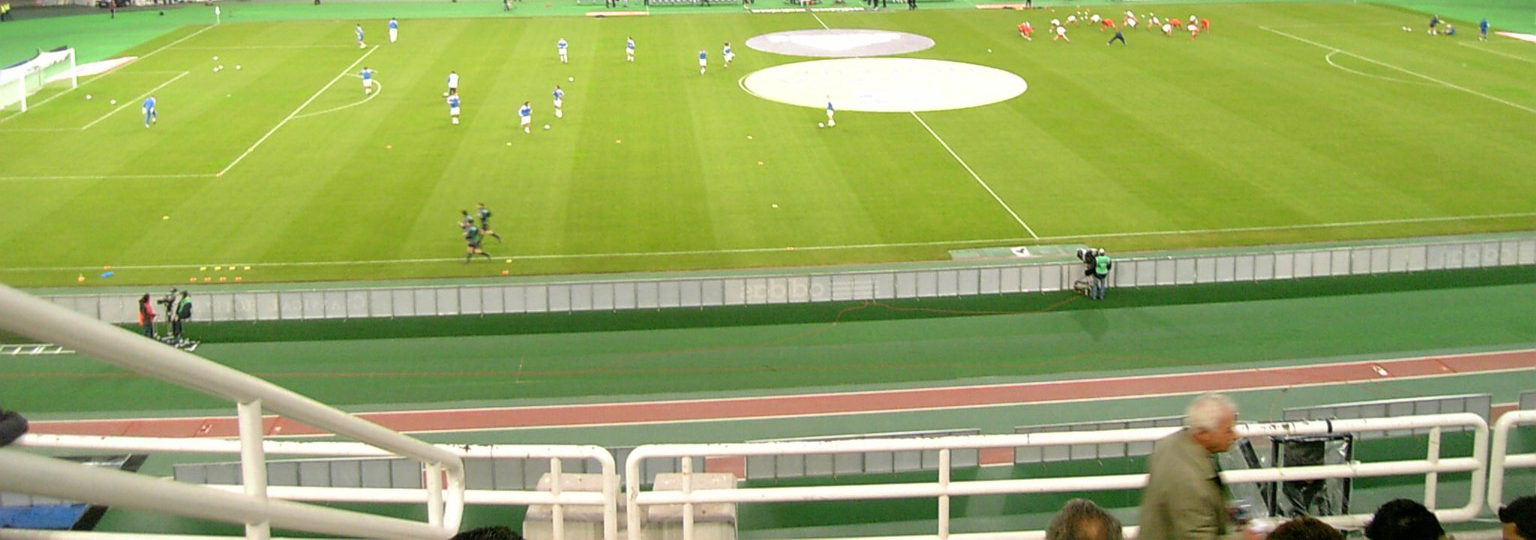
Az athéni Olimpiai Stadion

### Történelem
Az iszthmoszi játékok az ókori Görögországban a pánhellén játékok egyike volt, amit Korinthosz mellett tartottak minden második évben.
Az iszthmoszi játékokat a nemeai játékokkal egy évben, az olümpiai játékok előtti és utáni évben tartották – azaz az olümpiai ciklus második és negyedik évében –, Poszeidón tiszteletére. A hagyomány szerint i. e. 580-ban tartották először Küpszelosz türannosz bukásának örömére. Egy másik hagyomány szerint a játékokat Thészeusz alapította.
A játékok győztesei fenyőkoszorút kaptak jutalmul.
Titus Quinctius Flamininus az i. e. 196-os játékokat használta fel arra, hogy kihirdesse a görög államok szabadságát a makedón uralom alól. Amikor a rómaiak lerombolták Korinthoszt az i. e. 146-ban, akkor Sziküón vette át a játékok szervezését, egész addig, amíg Korinthosz vissza nem szerezte a játékok tulajdonjogát valamikor i. e. 7 és i. sz. 3 között. Az iszthmoszi játékok ezután virágoztak egészen addig, amíg I. Theodosius be nem tiltotta őket, mint pogány rítusokat.

### Olimpia
Az ókori olümpiai játékok az ókori Görögországban pánhellén játékok legfontosabbika, atlétikai és vallási ünnep volt Zeusz tiszteletére az éliszi Olümpiában. A történeti források szerint a játékokat i. e. 776 és 393 között négyévente tartották, összesen 292-t. Az olümpiai játékok a pánhellén játékok részét képezték, amelyek 2-4 évente megrendezett 4 eseményből álltak, és amelyek közül az olümpiai játékok voltak a legnagyobb presztízsűek.
A modern olimpiai játékok során sikeres az ország. Két modern olimpiát, az 1896-osat és a 2004-eset rendezték itt. Eddig 30 alkalommal nyert az ország aranyérmet. A legsikeresebb sportág az atlétika.
- Bővebben: Görögország az olimpiai játékokon és a 2004-es nyári olimpia

### Labdarúgás
A görög labdarúgó-válogatott eddigi legjobb eredménye a 2004-es labdarúgó-Európa-bajnokságon szerzett aranyérmük volt.

## Ünnepek

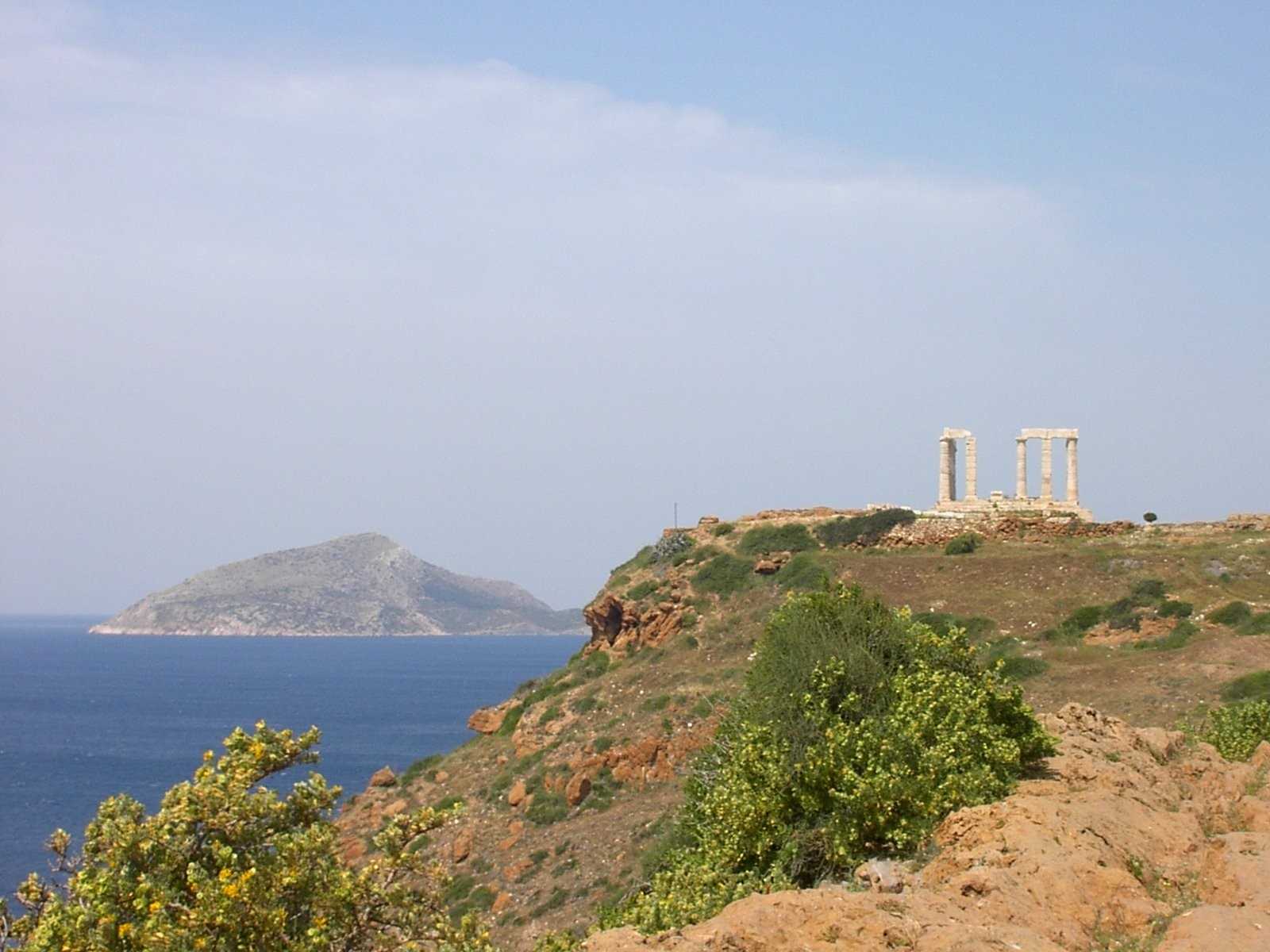
A Szúnion-fok Attikában, kilátással az égei szigetekre

| Dátum         | Ünnep                               | Görög név és átírva                                                  | Megjegyzés                                                                          |
| ------------- | ----------------------------------- | -------------------------------------------------------------------- | ----------------------------------------------------------------------------------- |
| Január 1.     | Újév napja                          | Πρωτοχρονιά Protochroniá                                             |                                                                                     |
| Január 6.     | Vízkereszt                          | Θεοφάνεια Theophánia                                                 |                                                                                     |
| változó       | Hamvazóhétfő                        | Καθαρά Δευτέρα Kathará Deftéra                                       | A nagyböjt 1. napja. 2019-ben márc. 4.; 2020-ban febr. 24.                          |
| Március 25.   | A nemzeti forradalom kezdete (1821) | Εικοστή Πέμπτη Μαρτίου Ikostí-pémpti Martiou                         |                                                                                     |
| változó       | Nagypéntek                          | Μεγάλη Παρασκευή Megáli Paraskeví                                    |                                                                                     |
| változó       | Húsvét                              | Κυριακή του Πάσχα Kiriakí tou Páscha                                 |                                                                                     |
| változó       | Húsvéthétfő                         | Δευτέρα του Πάσχα                                                    |                                                                                     |
| Május 1.      | A munka ünnepe                      | Εργατική Πρωτομαγιά Ergatikí Protomagiá                              |                                                                                     |
| változó       | Pünkösd                             | Πεντηκοστή' Pentikoszti                                              | Húsvét utáni 50. nap, a Szentlélek eljövetelének napja                              |
| változó       | Pünkösdhétfő                        | Δευτέρα Πεντηκοστής                                                  |                                                                                     |
| Augusztus 15. | Mária mennybemenetele               | Κοίμηση της Θεοτόκου Kímisi tis Theotókou                            | Szűz Mária legfontosabb ünnepe                                                      |
| Október 28.   | A „NEM” napja                       | Ημέρα του Όχι                                                        | A „NEM” Mussolini ultimátumára vonatkozik; az olasz hadsereg elleni győzelem ünnepe |
| November 8.   | Kréta nemzeti ünnepe                |                                                                      | Csak regionális ünnep                                                               |
| December 25.  | Karácsony                           | Χριστούγεννα Khrisztoúyenna                                          |                                                                                     |
| December 26.  | "Isten anyjának" dicsőítése         | Σύναξις Υπεραγίας Θεοτόκου Μαρίας Sinaxis Yperagías Theotókou Marías | Szűz Mária ünnepe                                                                   |